# Nakhl Gardani
Nakhl Gardani (en persa: نخل گردانی‎, pronunciación en persa: /næxl ɡærdɑːniː/) es un ritual religioso chiita realizado el día de Ashura para conmemorar la muerte de Husayn ibn Ali, el nieto del profeta Mahoma y el tercer imán chiita. El Nakhl es una estructura de madera utilizada como una representación simbólica del ataúd del imán y Nakhl Gardani es el acto de llevar a Nakhl de un lugar a otro, asemejándose al funeral de un imán. El ritual se lleva a cabo en ciudades como Yazd, Kashan y Shahroud.

## Nakhl

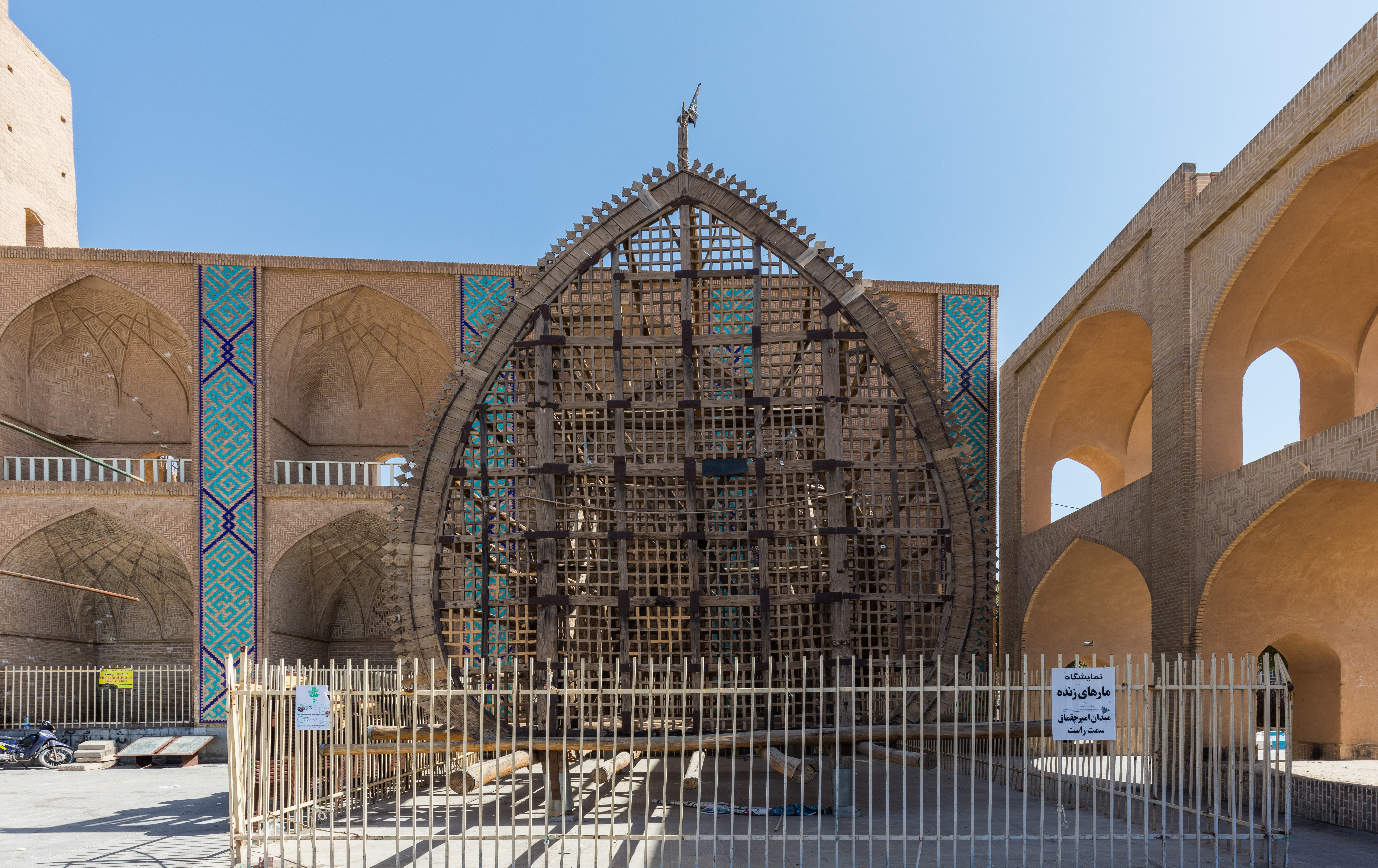
Nakhl en Yazd, Irán.

El Nakhl (palma datilera) es una estructura leñosa similar a un ciprés en cuanto a forma, que simboliza el ataúd de Husayn ibn Ali. Dehkhoda define a Nakhl como "un ataúd grande y alto (ataúd) al que se adhieren dagas, espadas, telas lujosas y espejos". Los Nakhl se construyen en varios tamaños, desde los simples llevados por dos personas, hasta enormes estructuras "sostenidas por cientos de hombres". Según Parviz Tanavoli, un escultor iraní, Nakhl es una escultura "erguida".
La estructura se llama Nakhl ya que se cree "ampliamente" que el cuerpo de Husayn ibn Ali se movió a la sombra de una palmera, después de su muerte, o porque su cuerpo fue transportado usando un ataúd hecho de ramas de palmera, "el único material disponible en Karbala" en ese momento.

### Nakhl de Yadz
Como "símbolo de unidad social para una ciudad, aldea o distrito", muchos Nakhl y sus rituales asociados se encuentran en la provincia de Yazd, ubicada cerca del desierto de Kavir, donde cada pueblo tiene su propio Nakhl. Nakhl también es referido a menudo como Naql, es decir, "para transportar acarreo y transferencia", en Yazd y ciudades y pueblos vecinos. Yazd fue descrito como el "museo de herramientas de luto de Irán" por Jalal Al-e-Ahmad, y alberga el Nakhl más grande, que necesita ser llevado por "varios cientos de hombres". La estructura de 8,5 metros de altura, construida en 1879, se encuentra en la plaza Amir Chakhmaq de la ciudad de Yazd y está en estado de descomposición y ya no se utiliza debido a las preocupaciones de seguridad.

## Ritual

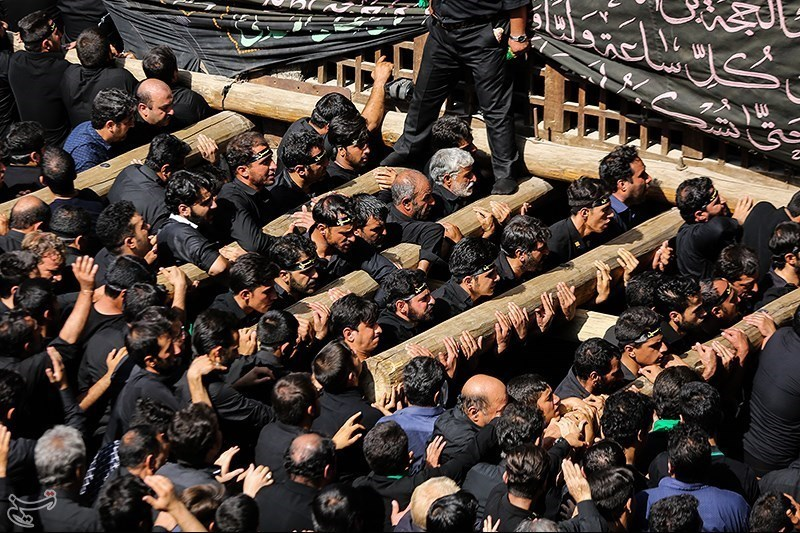
Los penitentes llevando el Nakhl sosteniendo las columnas de madera.

Nakh-Gardani es el acto de llevar el Nakhl, a veces por "varios hombres fuertes", en el día de Ashura, como si fuera el ataúd de imán Husyan. El ritual, que se remonta históricamente a los pre-safávidas (hace casi 450 años), se lleva a cabo en varios lugares de Irán. Las personas que llevan el Nakhl en sus hombros son guiados por las personas que se paran en el Nakhl. El ritual es tan común en Irán que en la mayoría de las partes del país, las personas tienen un Nakhl en su comunidad o al menos saben dónde se encuentra.